# Lispe scalaris
Lispe scalaris är en tvåvingeart som beskrevs av Friedrich Hermann Loew 1847. Lispe scalaris ingår i släktet Lispe och familjen husflugor. Inga underarter finns listade i Catalogue of Life.